# Медисон (Канзас)
Медисон (енгл. Madison) град је у америчкој савезној држави Канзас.

## Демографија
По попису из 2010. године број становника је 701, што је 156 (-18,2%) становника мање него 2000. године.
| Група             | 2000.       | 2010.       |
| Белци             | 818 (95,4%) | 653 (93,2%) |
| Афроамериканци    | 1 (0,1%)    | 1 (0,1%)    |
| Азијати           | 1 (0,1%)    | 1 (0,1%)    |
| Хиспаноамериканци | 12 (1,4%)   | 20 (2,9%)   |
| Укупно            | 857         | 701         |